# Paragonitis inexpectata
Paragonitis inexpectata là một loài bướm đêm trong họ Noctuidae.